# Plaque de bras Crimée
La plaque de bras Crimée (en allemand : Ärmelschild Krim ou Krimschild) est une distinction militaire allemande du Troisième Reich, créée le 25 juillet 1942, et attribuée à tous les soldats des troupes de la Wehrmacht durant la Seconde Guerre mondiale ayant participé à la bataille de Crimée.

## Contexte
La plaque de bras Crimée a été attribuée aux soldats allemands sous le commandement du Generalfeldmarschall Erich von Manstein qui se sont battus et ont conquis la Crimée (Krim en allemand) entre septembre 1941 et juillet 1942.
Du 21 septembre 1941 au 4 juillet 1942, les soldats allemands ont dû faire face à une opposition sévère de l'armée russe tout en essayant de capturer les ports importants de la mer Noire autour de Sébastopol.
Après la cessation des hostilités, un badge a été finalement adopté le 25 juillet 1942 pour commémorer les luttes de la 11e armée. Cette campagne, particulièrement difficile, a été reconnue sous la forme d'un insigne de bras.

## Critères d'attribution
La plaque de bras commémorative a été décernée le 25 juillet 1942 et a été la plus largement distribuée des insignes de bras (Ärmelschild), avec environ 250 000 remis.
Les plaques de bras Crimée ont été attribuées à tous les membres de la Wehrmacht, ainsi qu'aux armées subordonnées ayant combattu du 21 septembre 1941 au 4 juillet 1942 dans le sud de la Crimée, c'est-à-dire sur l'Isthme de Perekop, et que ce soit sur terre, air ou mer, « honorablement » pendant l'une des conditions suivantes :
- Participer à une des batailles inscrites au règlement :
  - 1) à Pérékop, du 21 au 30 septembre 1941
  - 2) Percée dans la bataille de Iouchoun, du 18 au 27 octobre 1941
- Batailles de Crimée,
  - 3) le suivi, la percée de Kertch, du 28 octobre au 16 novembre 1941
  - 4) première attaque sur Sébastopol, du 17 au 31 décembre 1941
  - 5) Bataille de Théodosie, du 15 au 18 janvier 1942
  - 6) la lutte défensive sur la position de Parpatch du 19 janvier au 7 mai 1942
  - 7) la reconquête de la péninsule de Kertch de 8 à 21 mai 1942
  - 8) la prise de Sébastopol, du 7 juin au 4 juillet 1942
- Blessures
- Résidence continue (sud de la ligne Guenitchesk-Salkovo-Perekop incluant tous les emplacements) de trois mois, en Crimée

Les plaques de bras Crimée ont aussi été attribuées aux soldats des Forces armées roumaines.

## Description

### Matériel et apparence
Les plaques de bras Crimée étaient réalisées habituellement par estampage d'une tôle de fer, et plus tard en zinc. L'insigne est de forme arrondie avec à son bord supérieur l'aigle impérial aux ailes déployées. Sous les ailes de l'aigle sur la gauche est inscrit l'année 1941 et à droite, l'année 1942, date du début et fin de la campagne. La partie principale de l’insigne reprend la représentation géographique de la Crimée, avec son extension nord (maintenant appelé Kherson et Zaporitzhia ). Sur le relief de la Crimée, est estampillé en diagonale de bas à droite le mot Krim en majuscules.

### Variante
Seuls 2 insignes en or ont été distribués:
- Feld-maréchal Erich von Manstein
- Maréchal Ion Antonescu

### Le port
L'insigne était porté sur la partie supérieure du bras gauche de l'uniforme des bénéficiaires. Il était cousu sur un tissu à travers la doublure du vêtement, mais en certaines occasions, celui-ci a été retiré et l'insigne était alors directement épinglé sur l'uniforme, sans doute pour des raisons esthétiques.
Support en toile
La couleur de la toile de fond est indicatif de la branche de l'armée du récipiendaire :
- Vert pour l'armée de terre (Heer)
- Bleu pour la Force aérienne (Luftwaffe)
- Noir pour la force blindée (unités de Panzer)

L'insigne était porté sur le haut du bras gauche de l'uniforme tel que décrit ci-dessus.

| |
| Façon correcte de porter l'insigne de Crimée sur le bras gauche de la tunique (Erich von Manstein) |

## Après-guerre
Conformément à la loi de titres, ordres et médailles (Ordensgesetz) du 26 juillet 1957, le port de la distinction en République fédérale d'Allemagne a été autorisé mais sans les emblèmes nazis (aigle et swastika).

### Crédit
- (en) Cet article est partiellement ou en totalité issu de l’article de Wikipédia en anglais intitulé « Crimea Shield » (voir la liste des auteurs).